# Samuel Kibamba
Samuel Kibamba (nascido em 15 de dezembro de 1949) é um ex-ciclista congolês. Representou sua nação em duas provas nos Jogos Olímpicos de Verão de 1968.